# Les Dents de la nuit
Pour plus de détails, voir Fiche technique et Distribution.
Les Dents de la nuit est un film franco-belgo-luxembourgeois fantastique de Stephen Cafiero et Vincent Lobelle sorti en 2008.

## Synopsis
Trois amis obtiennent des invitations pour une mystérieuse soirée privée : la Nuit Médicis, qui se déroule dans un immense château. Très vite, ils découvrent que leurs hôtes sont des vampires bien décidés à régner en maîtres sur la Terre. Ils tentent de s'enfuir pendant que les autres invités se font tuer les uns après les autres.

## Fiche technique
- Titre : Les Dents de la nuit
- Réalisation : Stephen Cafiero, Vincent Lobelle
- Scénario : Jean-Patrick Benes, Allan Mauduit, Stephen Cafiero Vincent Lobelle
- Dialogues : Matthieu Delaporte, Alexandre de La Patellière, Jean-Patrick Benes, Allan Mauduit
- Décors : Christina Schaffer ; Manuel Demoulling (décorateur de plateau)
- Costumes : Uli Simon
- Image : Olivier Cocaul
- Montage : Stéphane Pereira
- Musique : Gast Waltzing
- Production : Jean-Claude Schlim, Thierry de Ganay
- Sociétés de production : BE-FILMS, Delux Productions, Lambart Productions, Motion Investment Group
- Sociétés de distribution : SND
- Pays :  Luxembourg,  France,  Belgique
- Format : couleur - 35 mm - 2,35:1 - Dolby Digital
- Durée : 85 minutes
- Date de sortie en salles : France : 8 août 2008

## Distribution
- Patrick Mille : Sam Poulinsakatanivinsky
- Julie Fournier : Prune
- Frédérique Bel : Alice
- Vincent Desagnat : Edouard
- Hélène de Fougerolles : Jessica
- Sam Karmann : Krinine
- Antoine Duléry : Lefranc
- Tchéky Karyo : Le duc de Journiac
- Julien Boisselier : Le playboy
- Stéphane Freiss : Le dandy
- Jean-Luc Couchard : Le maître de cérémonie
- Jean-Michel Balthazar : Le maître de cérémonie 2
- Joseph Malerba : Georges
- Mehmet Yildirim : Le videur
- Gilles Gaston-Dreyfus : Brunello
- Patrick Poivey : Le narrateur

## Cascadeurs
- Frédéric Vallet : Coordinateur cascade
- Alexandre Morel : Cascade|Doublure : Vincent Desagnat
- Hakim Bezzah    : Cascade / Doublure : Stéphane Freiss
- Samir Bezzah : Cascadeur Coordinateur combat
- Mourad Bezzah   : Cascadeur